# كأس أيرلندا الشمالية 2015–16
كأس أيرلندا الشمالية 2015–16 (بالإنجليزية: 2015–16 Irish Cup)‏ هو موسم من كأس أيرلندا. كان عدد الأندية المشاركة فيه  129، وفاز فيه غلينافون.